# یون لاپوزنیو
یون لاپوزنیو (انگلیسی: Ion Lǎpuşneanu؛ ۸ دسامبر ۱۹۰۸ – ۲۴ فوریهٔ ۱۹۹۲) یک بازیکن فوتبال اهل رومانی بود.
وی همچنین در تیم ملی فوتبال رومانی بازی کرده‌است.